# Come vendere droga online (in fretta)
Come vendere droga online (in fretta) (How to Sell Drugs Online (Fast)) è una serie televisiva tedesca che ha debuttato su Netflix il 31 maggio 2019, in tutti i paesi in cui il servizio è disponibile. La seconda stagione è stata resa disponibile dal 21 luglio 2020, la terza dal 27 luglio 2021, mentre la quarta dall'8 aprile 2025.
Co-creata da Philipp Käßbohrer e Matthias Murmann, la prima stagione è composta da sei episodi ed è basata su fatti realmente accaduti a Lipsia nel 2015.

## Trama
La serie segue la storia di due studenti delle scuole superiori che hanno creato un business di droga online in un paese tedesco immaginario, Rinseln, per riconquistare l'amore di una ragazza.
La serie è basata sulla storia del diciottenne Maximilian S., che ha lanciato un commercio di droga in rete dalla sua camera da letto a Lipsia alla fine del 2013 con il nome in codice "Shiny Flakes". Era in grado di vendere inosservato i farmaci per un valore di quasi quattro milioni di euro in tutta l'Europa. Nel novembre 2015 è stato condannato a sette anni di prigione e la sentenza è diventata definitiva nel marzo 2016.

## Episodi
| Stagione         | Episodi | Pubblicazione Germania | Pubblicazione Italia |
| ---------------- | ------- | ---------------------- | -------------------- |
| Prima stagione   | 6       | 2019                   | 2019                 |
| Seconda stagione | 6       | 2020                   | 2020                 |
| Terza stagione   | 6       | 2021                   | 2021                 |
| Quarta stagione  | 6       | 2025                   | 2025                 |

## Personaggi e interpreti
- Moritz Zimmermann, interpretato da Maximilian Mundt e doppiato da Lorenzo Crisci (stagioni 1-4);
- Lisa Novak, interpretata da Anna Lena Klenke e doppiata da Margherita De Risi (stagioni 1-4);
- Lenny Sander, interpretato da Danilo Kamperidis e doppiato da Alex Polidori (stagioni 1-4);
- Dan Riffert, interpretato da Damian Hardung e doppiato da Manuel Meli (stagioni 1-4);
- Jens Zimmermann, interpretato da Roland Riebeling e doppiato da Alessio Cigliano (stagioni 1-4);
- Marie Zimmermann, interpretata da Jolina Amely Trinks e doppiata da Arianna Vignoli (stagioni 1-4);
- Gerda, interpretata da Luna Schaller e doppiata da Ludovica Bebi (stagione 1-4);
- Fritzi, interpretata da Leonie Wesselow e doppiata da Lucrezia Marricchi (stagioni 1-4);
- Dealer Buba, interpretato da Bjarne Mädel e doppiato da Christian Iansante (stagione 1, guest star stagione 2);
- Kira, interpretata da Lena Urzendowsky e doppiata da Sara Labidi (stagione 2-4).

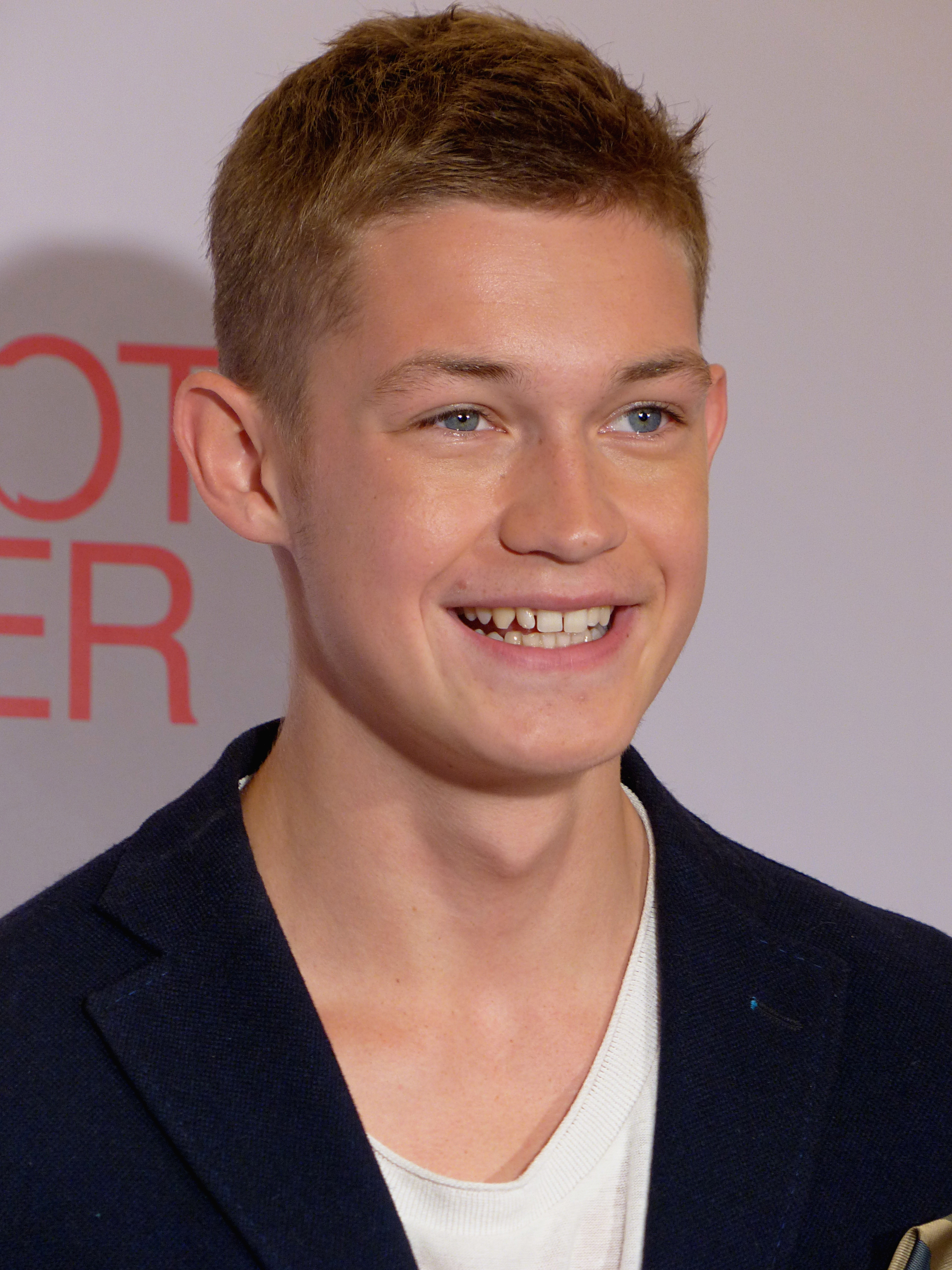
Damian Hardung interpreta Dan Riffert
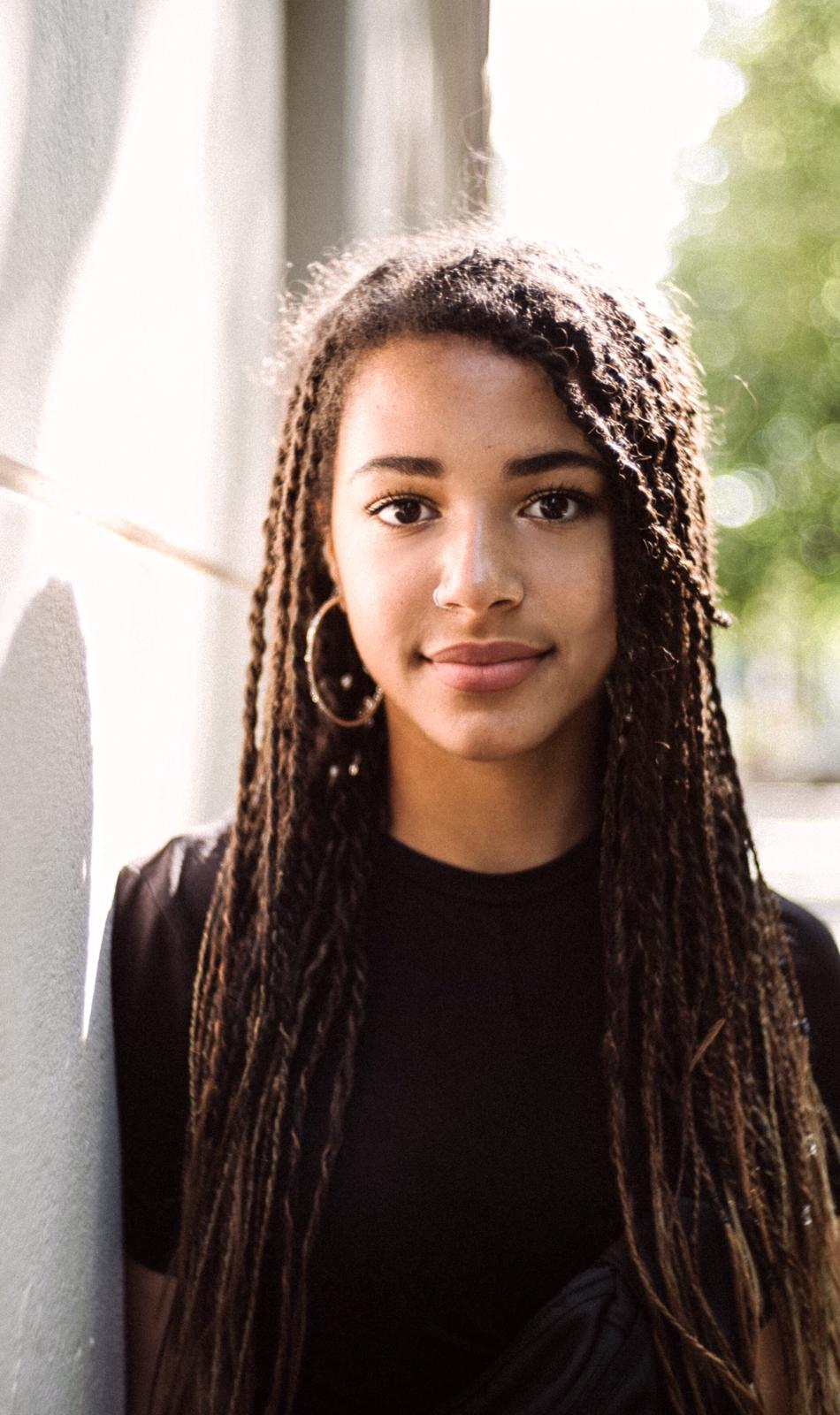
Luna Schaller interpreta Gerda

## Produzione
La produzione per la prima stagione della serie viene annunciata nella primavera del 2018. Il 17 dicembre, Netflix ha annunciato che le riprese per la prima stagione erano state completate. Nell'estate 2019, la serie è stata rinnovata per una seconda stagione. Il 28 luglio 2020 viene annunciato il rinnovo per una terza stagione. Nel 2024 venne ufficializzata una stagione finale; le riprese iniziarono nell'estate dello stesso anno.

## Promozione
Il 6 aprile 2019 è stato pubblicato il teaser della prima stagione, mentre il successivo 17 maggio viene pubblicato il trailer ufficiale. I primi due episodi sono stati proiettati in anteprima ufficiale al Festival di Cannes, in Francia. La prima stagione è stata invece interamente pubblicata sulla piattaforma Netflix il 31 maggio 2019.
La seconda stagione è disponibile dal 21 luglio 2020, sempre sulla piattaforma di streaming statunitense. Il trailer della terza stagione è stato pubblicato su YouTube il 7 luglio 2021, con la distribuzione degli episodi fissata per il 27 dello stesso mese. Il 25 marzo 2025 uscì il trailer della quarta e ultima stagione, in uscita il mese successivo, l'8 aprile.